# Adiaforía
Adiaforía, del griego ἀδιάφορα (pl. de ἀδιάφορον), que significa "no diferente o diferenciable", es la negación de διάφορα, "diferencia".
En cinismo, la adiáfora representa la indiferencia hacia la vida. En pirronismo, indica cosas que no se pueden diferenciar lógicamente. A diferencia del estoicismo, el término no tiene una conexión específica con la moralidad. En el estoicismo, indica acciones que la moralidad ni manda ni prohíbe. En el contexto del estoicismo, adiaphora se suele traducir como "indiferencia".
En el cristianismo, la adiáfora son asuntos que no se consideran esenciales para la fe, sin embargo, son permisibles para los cristianos o permitidos en la iglesia. Lo que se considera específicamente adiáfora depende de la teología específica en vista.

## Cinismo
Los cínicos cultivan la adiáfora, con lo que se referían a la indiferencia hacia las vicisitudes de la vida, a través de prácticas ascetas que ayudan a uno a liberarse de influencias, como la riqueza, la fama y el poder, que no tienen valor en la naturaleza. Los ejemplos incluyen la práctica de Diógenes de vivir en una tinaja o tonel y caminar descalzo en invierno.

## Aristóteles
Aristóteles usa "adiaphora" para significar "indiferenciado por una diferencia lógica".

## Pirronismo
Pirrón afirmó que todos los pragmata (asuntos, preguntas, temas) son adiaphora (no diferenciables, no claramente definibles, negando el uso de Aristóteles de "diaphora"), astathmēta (inestable, desequilibrado, inconmensurable) y "anepikrita" (incalculable, indecidible). Por lo tanto, ni nuestros sentidos ni nuestras creencias y teorías son capaces de identificar la verdad o la falsedad.
El filólogo Christopher Beckwith ha demostrado que el uso de Pirrón de "adiaphora" refleja su esfuerzo por traducir las tres marcas de existencia budistas al griego, y que "adiaphora" refleja la comprensión de Pirrón del concepto budista de anatta. Asimismo, sugiere que astathmēta y anepikrita pueden compararse con dukkha y  anicca, respectivamente.

## Estoicismo
Los estoicos distinguen todos los objetos de la persecución humana en tres clases: buenos, malos y adiáforas (indiferentes). Virtud, sabiduría, justicia, templanza, y similares, se consideraban buenas; sus opuestos eran malos. Además de estos, hay muchos otros objetos de búsqueda como riqueza, fama, etc. que en sí mismos no son ni buenos ni malos. Por lo tanto, se piensa en ética que ocupan un territorio neutral, y se denominan "adiaphora". Esta distinción equivale prácticamente a una exclusión de la adiáfora del campo de la moral.

## Cristianismo

### Luteranismo
La cuestión de lo que constituía "adiaphora" se convirtió en una disputa importante durante la Reforma Protestante. En 1548, dos años después de la muerte de Martín Lutero, el emperador del Sacro Imperio Romano Germánico Carlos V trató de unir a católicos y protestantes en su reino con una ley llamada Interim de Augsburgo. Esta ley fue rechazada por Philipp Melanchthon, porque no aseguraba la justificación por la fe como doctrina fundamental. Más tarde fue persuadido de aceptar un compromiso conocido como el Interim de Leipzig, decidiendo que las diferencias doctrinales no relacionadas con la justificación por la fe eran "adiaphora" o asuntos no esenciales para la salvación. Matthias Flacius y sus seguidores en Magdeburgo se opusieron vehementemente al compromiso de Melanchthon, quienes se fueron al extremo opuesto al afirmar que la "adiaphora" deja de serlo en un caso de escándalo y confesión. Hacia 1576 ambos extremos fueron rechazados por la mayoría de los luteranos dirigido por Martin Chemnitz y los formuladores de la Fórmula de la Concordia.
En 1577, se elaboró la Fórmula de la Concordia para resolver la cuestión de la naturaleza de la auténtica adiaphora, que definió como ritos de la iglesia que "... no están ordenados ni prohibidos en la Palabra de Dios". Sin embargo, la Concordia agregó que los creyentes no deben ceder ni siquiera en asuntos de "adiaphora" cuando los "enemigos de la Palabra de Dios" los imponen.
La Confesión de Augsburgo luterana afirma que la verdadera unidad de la Iglesia es suficiente para permitir el acuerdo sobre la doctrina del Evangelio y la administración de los sacramentos. También postula que las tradiciones meramente humanas, es decir, los ritos o ceremonias extrabíblicos, no tienen por qué ser iguales en todas las congregaciones.

### Puritanismo
La Confesión de Fe de Westminster, una confesión de fe escrita por los puritanos, que después de la Guerra Civil Inglesa fue rechazada por los Anglicanos, distingue entre elementos o actos de adoración (adoración propiamente dicha) y las circunstancias de la adoración. Los elementos de la adoración deben limitarse a lo que tiene justificación positiva en las Escrituras, una doctrina conocida como el principio regulativo de la adoración. En este marco, los elementos de la adoración han incluido la alabanza (las palabras y el estilo de la música), la oración, la predicación y la enseñanza de la Biblia, la toma de votos y los dos sacramentos del bautismo y la Cena del Señor, mientras que las circunstancias de la adoración han incluido el edificio y su mobiliario necesario y la hora del día para el culto.
Las circunstancias del culto se consideran adiáforas, aunque deben hacerse para edificar y promover la paz y el orden (compárese con 14:26–33; 14:19).  Según la Confesión de Westminster 20.2, la conciencia queda libre en cuanto a creencias y comportamientos generales dentro del ámbito de todo aquello que no sea "contrario a la Palabra". Sin embargo, específicamente en lo que respecta a la adoración y la fe religiosa, la conciencia está libre de todo lo que esté "además" de la Escritura; es decir, es libre de adorar y creer solo de acuerdo con lo que tenga justificación positiva en las Escrituras.
Presbiterianos s que se han suscrito a la Confesión de Westminster, por ejemplo, a veces consideraron las cuestiones de instrumentos musicales y del canto de himnos (en oposición a salmodia exclusiva) no extraídos directamente de la Biblia en relación con los elementos de la adoración, no con circunstancias opcionales, y por esta razón rechazaron los instrumentos musicales y los himnos porque creían que no estaban ordenados por la Escritura ni deducidos por una consecuencia buena y necesaria de ella. Sin embargo, la adherencia a tal posición es rara entre los presbiterianos modernos.
La posición puritana sobre el culto está así en consonancia con el dicho común sobre la adiáfora: "En las cosas necesarias, unidad; en las cosas dudosas, libertad; en todas las cosas, caridad".

### Latitudinarismo en el anglicanismo
Latitudinarismo fue inicialmente un término peyorativo aplicado a un grupo de teólogos ingleses del siglo XVII que creían en ajustarse a las prácticas oficiales de la Iglesia de Inglaterra pero que sentían que cuestiones de doctrina, práctica litúrgica y organización eclesiástica eran de relativamente poca importancia. Se encontraron buenos ejemplos de la filosofía latitudinaria entre los Platónicos de Cambridge. Los anglicanos latitudinarios del siglo XVII se basaron en la posición de Richard Hooker, en De las leyes de la política eclesiástica, que Dios se preocupa por el estado moral del alma individual y que cosas como el liderazgo de la iglesia son "cosas indiferentes". Sin embargo, tomaron la posición mucho más allá de la de Hooker y la ampliaron a cuestiones doctrinales.